# Tōshūsai Sharaku
Tōshūsai Sharaku (東洲斎写楽?) es considerado como uno de los grandes maestros del grabado japonés ukiyo-e. Se desconoce su verdadero nombre, así como su fecha de nacimiento y muerte. Su activa carrera como grabador parece haber abarcado sólo diez meses, desde mediados de 1794 hasta 1795.

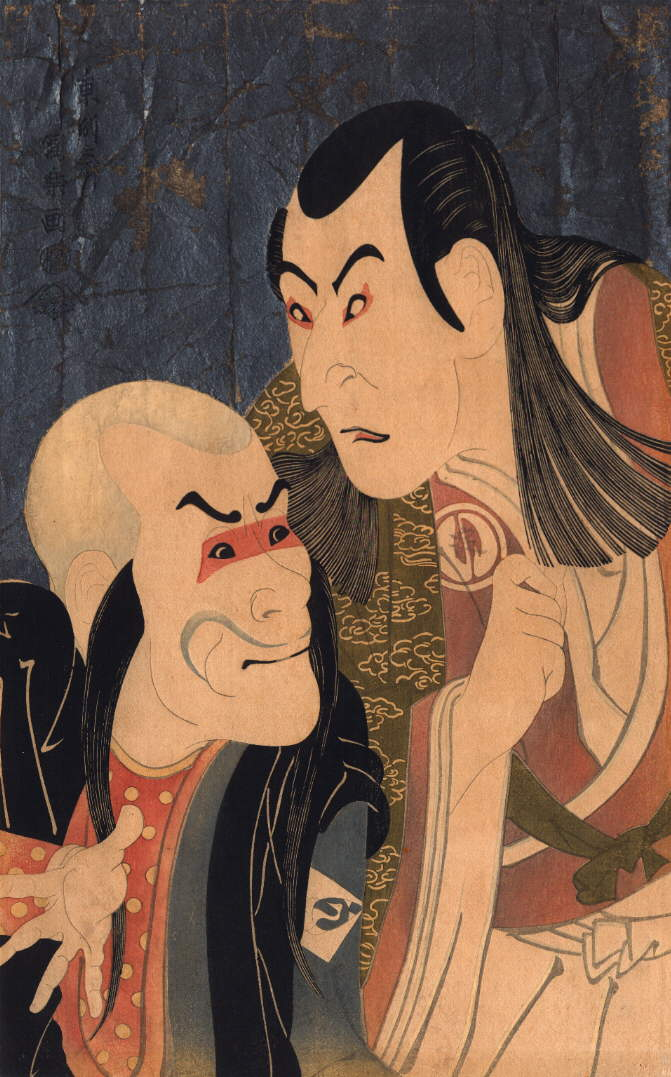
Los actores kabuki Bandō Zenji y Sawamura Yodogorō, 1794.

Sharaku fue uno de los artistas más originales del género de actores de teatro kabuki (yakusha-e), a los que dio personalidad. Se tienen pocos datos biográficos de su persona, su etapa profesional se redujo a un período de nueve meses, desapareciendo luego de la vida pública. Sin embargo en ese breve lapso dejó 144 obras, que dan muestra de su gran genialidad. 
Algunos expertos opinan que quizá fuese un actor de teatro nō, posiblemente de una compañía privada de un señor feudal (daimyō), debido al gran conocimiento que muestra del mundo del teatro.
Otra  teoría que afirma que Sharaku no era una persona, sino un proyecto puesto en marcha por un grupo de artistas. El nombre Sharaku sería tomado de sharakusai, "sin sentido", y se trataría una broma entre los artistas. Los cambios estilísticos de Sharaku, con cuatro estilos marcadamente diferentes en su corta carrera, podrían dar credibilidad a esta afirmación. Si bien era común que trabajaran entre cinco y diez o más artesanos en una obra, parece poco probable que ninguno de ellos revelara su identidad.
Existe otra especulación que asocia a Sharaku con el gran maestro de ukiyo-e Hokusai Katsushika, derivada de la desaparición de Hokusai entre los años 1792 y 1796, coincidente con el período en que comenzaron a aparecer trabajos de Sharaku, y la cantidad de nombres diferentes que éste utilizó durante su carrera. Más allá de eso, esta teoría no cuenta con evidencias.
Su obra fue publicada por Tsutaya Jūzaburō, uno de los mayores editores de su época. Se caracteriza por retratos de una o dos figuras, generalmente de medio cuerpo, donde el principal protagonismo está en la expresión del actor representado, tratada con una gran introspección psicológica, y con un cierto tono burlesco, mostrando sin pudor los defectos del rostro o gestos grotescos y dramáticos, con un cierto aire caricaturesco. Trabajó generalmente en el estilo okubi-e (representaciones de rostros de perfil), con fondos oscuros, que recuerda vagamente a Katsukawa Shunshō y Utagawa Toyokuni. Son obras de líneas muy trazadas, con fuertes contrastes cromáticos. 
Pese a su originalidad, el realismo de sus retratos no fue bien recibido en su época, hecho que quizá explique su corta carrera y el desconocimiento de su obra incluso en Japón, hasta que en 1910 el filósofo y coleccionista de arte alemán Julius Kurth lo destacó como uno de los grandes retratistas del arte universal, poniéndolo a la altura de Rembrandt y Velázquez.